# Каррборо (Північна Кароліна)
Каррборо (англ. Carrboro) — місто (англ. town) в США, в окрузі Орандж штату Північна Кароліна. Населення — 21 295 осіб (2020).

## Географія
Каррборо розташоване за координатами 35°55′34″ пн. ш. 79°5′13″ зх. д. / 35.92611° пн. ш. 79.08694° зх. д. (35.926230, -79.086995).  За даними Бюро перепису населення США в 2010 році місто мало площу 16,81 км², з яких 16,74 км² — суходіл та 0,08 км² — водойми.

### Клімат
| Клімат : Каррборо     | Клімат : Каррборо | Клімат : Каррборо | Клімат : Каррборо | Клімат : Каррборо | Клімат : Каррборо | Клімат : Каррборо | Клімат : Каррборо | Клімат : Каррборо | Клімат : Каррборо | Клімат : Каррборо | Клімат : Каррборо | Клімат : Каррборо | Клімат : Каррборо |
| Показник              | Січ.              | Лют.              | Бер.              | Квіт.             | Трав.             | Черв.             | Лип.              | Серп.             | Вер.              | Жовт.             | Лист.             | Груд.             | Рік               |
| Середній максимум, °C | 9,4               | 11,1              | 16,7              | 21,7              | 25,6              | 29,4              | 31,7              | 30,6              | 27,8              | 22,2              | 17,2              | 11,7              | 21,3              |
| Середній мінімум, °C  | −3,3              | −2,2              | 2,2               | 6,7               | 11,7              | 16,1              | 18,3              | 17,8              | 13,9              | 7,2               | 2,8               | −1,7              | 7,5               |
| Норма опадів, мм      | 94                | 99                | 107               | 81                | 114               | 112               | 104               | 112               | 81                | 89                | 89                | 89                | 1168              |
| --------------------- | ----------------- | ----------------- | ----------------- | ----------------- | ----------------- | ----------------- | ----------------- | ----------------- | ----------------- | ----------------- | ----------------- | ----------------- | ----------------- |
| Джерело: Weatherbase  |                   |                   |                   |                   |                   |                   |                   |                   |                   |                   |                   |                   |                   |

## Демографія
Згідно з переписом 2010 року, у місті мешкали 19 582 особи в 8625 домогосподарствах у складі 4020 родин. Густота населення становила 1165 осіб/км².  Було 9258 помешкань (551/км²).
Расовий склад населення:
| - 70,9 % — білих - 10,1 % — чорних або афроамериканців - 8,2 % — азіатів - 0,4 % — корінних американців - 7,5 % — осіб інших рас |

До двох чи більше рас належало 2,9 %. Частка іспаномовних становила 13,8 % від усіх жителів.
За віковим діапазоном населення розподілялося таким чином: 21,5 % — особи молодші 18 років, 73,2 % — особи у віці 18—64 років, 5,3 % — особи у віці 65 років та старші. Медіана віку мешканця становила 30,1 року. На 100 осіб жіночої статі у місті припадало 93,7 чоловіків;  на 100 жінок у віці від 18 років та старших — 91,5 чоловіків також старших 18 років.
Середній дохід на одне домашнє господарство  становив 85 963 долари США (медіана — 51 182), а середній дохід на одну сім'ю — 121 221 долар (медіана — 85 255). Медіана доходів становила 48 841 долар для чоловіків та 40 774 долари для жінок. За межею бідності перебувало 15,2 % осіб, у тому числі 14,7 % дітей у віці до 18 років та 3,3 % осіб у віці 65 років та старших.
Цивільне працевлаштоване населення становило 12 232 особи. Основні галузі зайнятості: освіта, охорона здоров'я та соціальна допомога — 45,6 %, науковці, спеціалісти, менеджери — 13,7 %, мистецтво, розваги та відпочинок — 10,6 %, роздрібна торгівля — 8,0 %.